# 待っていました
「待っていました」（まつていました）は、声優の國府田マリ子が出した14番目のシングルである（8cmシングル）。

## 収録曲
1. 待っていました
  - 作詞・作曲：種ともこ、編曲：亀田誠治
2. 太陽で行こう
  - 作詞：國府田マリ子、作曲・編曲：奥居香
3. 待っていました（オリジナル・カラオケ）
4. 太陽で行こう（オリジナル・カラオケ）